# Adolf Frick (zm. 1874)
Adolf Frick (Fryck) (1806 w Warszawie, zm. 30 października 1874 w Radomiu) – polski farmaceuta pochodzenia niemieckiego. Ceniony w kraju specjalista z zakresu farmakopei, działacz społeczny i filantrop. Pierwszy właściciel apteki położonej przy radomskim Rynku, będącej później przez wiele lat w rękach rodziny Kasprzykowskich.
Adolf Frick (lub Fryck) był luteraninem. Był synem Jana Ludwika Frick i Luizy z d. Wilke. W 1842 poślubił w Warszawie luterankę Annę Józefę Ludwikę Hoene (ur. 1815 w Lublinie), córkę zegarmistrza i radcy miejskiego Wilhelma.
Przyjechał do Radomia z Warszawy, gdzie kierował aptekami szpitali starozakonnych. Był założycielem znanej radomskiej apteki mieszczącej się w kamienicy Rynek 12 tuż obok gmachu dawnego Kolegium Pijarów. Koncesję na jej prowadzenie otrzymał w 1848. Prowadził ją do swojej śmierci. W 1874 roku aptekę przejął jego syn, a następnie wnuk. Pod koniec XIX wieku apteką zarządzał Henryk Kobyliński, a w 1903 nabył ją Julian Kasprzykowski. Po jego śmierci prowadził ją jego syn Edward.
W Radomiu Frick pełnił funkcję asesora farmacji przy Urzędzie Lekarskim guberni radomskiej. Wspierał różne instytucje dobroczynne. Był kuratorem Radomskiego Towarzystwa Dobroczynności, członkiem zarządu Rady Opiekuńczej Zakładów Dobroczynnych Powiatu Radomskiego oraz opiekunem Domu Schronienia Starców. Przez wiele lat (od 1850 roku) był również członkiem kolegium kościelnego przy parafii ewangelicko-augsburskiej w Radomiu. W kolegium kościelnym pełnił funkcję kasjera, mocno angażował się też w działalność samej gminy ewangelickiej. Nadzorował m.in. prace przy rozbudowie cmentarza ewangelickiego prowadzone w latach 1857–1858. Na własny koszt zasadził tam drzewa i krzewy, a ponadto zapisał zborowi znaczne sumy w swoim testamencie.
W młodości współpracował z redakcją "Tygodnika lekarskiego".
Zmarł w 1874 w Radomiu. Został pochowany na tamtejszym cmentarzu ewangelickim.